# Kinnda
Kinda Vivianne Ingrosso (född Hamid), känd som Kinnda (även Kee), född 2 juli 1982 i Gottsunda församling, Uppsala län, är en svensk artist och låtskrivare av palestinskt ursprung. Kinnda hade en stor hit under år 2000 med låten "Freak You Out" från albumet Kinnda. Hon har bland annat haft hjälp av producenten Max Martin.
2010 var hon med Lil Jon aktuell med låten Give It All U Got.
Kinnda har även skrivit låtar åt andra artister, till exempel "Sail the Ocean" på albumet Darin samt till Backstreet Boys, Il Divo och Jennifer Lopez.
Kinnda är sedan 2011 gift med den svenske DJ:n och musikproducenten Sebastian Ingrosso och de har två barn tillsammans.[källa behövs]